# 大河の一滴
『大河の一滴』（たいがのいってき）は五木寛之の随筆作品。1998年に幻冬舎より刊行。2001年に東宝で映画化された。
2020年に売り上げが急増し、単行本と文庫本合わせて重版13回、34万部増刷された。

## 書籍
- ISBN 978-4877282240
- 幻冬舎文庫 1999年 ISBN 978-4877287047
- 幻冬舎新書ゴールド 2009年 ISBN 978-4344981409

## 映画
- 原作・原案：五木寛之
- 脚本：新藤兼人
- 監督：神山征二郎
- 音楽：加古隆
- 撮影：浜田毅
- 照明：高屋齊
- 美術：中澤克己
- 録音：武進
- 編集：川島章正
- 助監督：杉山泰一、佐藤英明、市原大地、川岸聡
- 製作担当：森太郎
- 音響効果：伊藤進一、小島彩
- 選曲：浅梨なおこ
- 衣裳：宮本まさ江
- ナカリャコフ・ダイアローグコーチ：久野真平
- 加賀友禅指導：金丸修一
- 音楽プロデューサー：石川光
- スタジオ：日活撮影所
- タイトル：マリンポスト
- プロデューサー：進藤淳一、喜多麗子、山口ミルコ、重岡由美子
- エグゼクティブプロデューサー：宅間秋史、小玉圭太
- 製作協力：フィルムフェイス
- 企画：高野力、武政克彦、遠谷信幸、石丸省一郎、島谷能成
- 製作者：宮内正喜、見城徹、高井英幸
- 『大河の一滴』製作委員会：東宝、フジテレビジョン、幻冬舎、IMAGICA、ポニーキャニオン、電通

### キャスト
- 小椋雪子：安田成美
- 榎本昌治：渡部篤郎
- ニコライ・アルテミコフ：セルゲイ・ナカリャコフ
- 川村亜美：南野陽子
- 医師：山本圭
- 和菓子「和泉屋」主人：犬塚弘
- 酒屋主人：樋浦勉
- 町田：橋本さとし
- 警部：田山涼成
- 入国管理官：並木史朗
- 伸一郎の父：安藤一夫
- 伸一郎の母：伊藤留奈
- 榎本チヨ：馬渕晴子
- 小椋麻理江：倍賞美津子
- 小椋伸一郎：三國連太郎（少年期：岩下寛）

### 主なロケ地
- 浅野川
- 近江町市場
- 金沢中央郵便局
- 内灘海岸
- 東尋坊

## その他
- サザンオールスターズの桑田佳祐はこの作品のファンであることを公言しており、サザンの楽曲「からっぽのブルース」は一部これに影響を受けて制作されたことを公言している[3]。また、桑田のソロの楽曲にはこの小説と同名の「大河の一滴」という楽曲が存在する。

- 幻冬舎刊の同書の第1版第1刷では、編集・校正の目をかいくぐって書名の由来である中国の大河「滄浪の水」（「楚辞」の「漁夫」より）を黄河のことであるとしていた。実際は長江（揚子江）支流の漢水系であるが、改訂では黄河が削除されただけだった。